# Wilhelm Bötticher (Pädagoge)
Johann Friedrich Wilhelm Bötticher (* 6. Juni 1798 in Wormsdorf; † 6. April 1850 in Berlin) war ein deutscher Lehrer und Historiker.

## Leben
Er war der Sohn von Christian Friedrich Gotthilf Boetticher, evangelischer Pfarrer in Wormsdorf, sein Bruder war der evangelische Pfarrer Heinrich Adolph Boetticher (1804–1853). Er besuchte die Schule in Helmstedt sowie ein Gymnasium in Berlin und studierte ab dem Jahr 1816 Philologie und Theologie an den Universitäten Berlin und Halle.
1820 wurde Bötticher Lehrer am Pädagogium in Halle, 1824 Oberlehrer des Friedrich-Wilhelms-Gymnasium in Berlin. Diese Stelle hatte er dann bis zu seinem Tod am 6. April 1850 inne.
Sein Sohn ist der Kulturphilosoph und Orientalist Paul de Lagarde (ursprünglich Paul Anton Bötticher).

## Veröffentlichungen
- Geschichte der Carthager nach den Quellen bearbeitet. Rücker, Berlin 1827, (Digitalisat).
- Lexicon Taciteum. Nauck, Berlin 1830, (Digitalisat).
- Prophetische Stimmen aus Rom, oder das Christliche im Tacitus und der typisch prophetische Charakter seiner Werke in Beziehung auf Rom’s Verhältniß zu Deutschland. 2 Bände. Perthes, Hamburg u. a. 1840, (Digitalisate: Band 1; Band 2).
- Prophetische Zeugnisse Dr. Martin Luthers wider die Verächter des göttlichen Wortes in der evangelischen und katholischen Kirche Deutschlands. Agentur des Rauhen Hauses, Hamburg 1845, (Digitalisat).
- Lichtblicke durch das Helldunkel in der evangelischen Kirche des neunzehnten Jahrhunderts oder die Schule Schleiermachers und die Samariterin am Jakobsbrunnen. Selbstverlag des Verfassers, Berlin 1846, (Digitalisat).
- Die Zukunft Israels und der Christenheit, oder die Erfüllung der biblischen Weissagungen über Israels Bekehrung und die daraus folgende Verpflichtung aller evangelischen Christen, vornehmlich der deutschen, jetzt schon dazu mitzuwirken. Selbstverlag des Verfassers, Berlin 1848, (Digitalisat).

## Leben
- Karl Felix Halm: Bötticher, Johann Friedrich Wilhelm. In: Allgemeine Deutsche Biographie (ADB). Band 3, Duncker & Humblot, Leipzig 1876, S. 36.
- Paul Anton de Lagarde: Nachrichten über einige Familien des Namens Boetticher. Berlin 1867, S. 21–27.
- Programm des Friedrich-Wilhelms-Gymnasiums 1850. S. 14–19.

| Personendaten    | Personendaten                                            |
| ---------------- | -------------------------------------------------------- |
| NAME             | Bötticher, Wilhelm                                       |
| ALTERNATIVNAMEN  | Bötticher, Johann Friedrich Wilhelm (vollständiger Name) |
| KURZBESCHREIBUNG | deutscher Lehrer und Historiker                          |
| GEBURTSDATUM     | 6. Juni 1798                                             |
| GEBURTSORT       | Wormsdorf, Herzogtum Magdeburg                           |
| STERBEDATUM      | 6. April 1850                                            |
| STERBEORT        | Berlin                                                   |